# Pizzo Bianco
Le Pizzo Bianco est une montagne italienne qui s'élève à 3 215 m d'altitude dans les Alpes pennines dans la province du Verbano-Cusio-Ossola.
La montagne peut être gravie à partir du refuge Zamboni-Zappa (it) en quatre heures environ.
Le sommet offre un large panorama sur le versant est du massif du mont Rose. En 1789, Horace-Bénédict de Saussure a atteint le sommet pour mesurer l'altitude du mont Rose.